# 内切圆

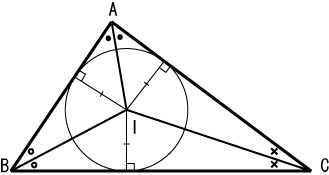
三角形的角平分線會相交於內切圓的圓心

在數學中，若一個二維平面上的多邊形的每條邊都能與其內部的一個圓形相切，該圓就是所謂的多邊形的內切圓，這時稱這個多邊形為圓外切多邊形。它亦是多邊形內部最大的圓形。内切圓的圓心被稱為該多邊形的内心。
一個多邊形至多有一個内切圓，也就是說對於一個多邊形，它的内切圓，如果存在的話，是唯一的。並非所有的多邊形都有内切圓。三角形和正多邊形一定有内切圓。擁有内切圓的四邊形被稱為圆外切四边形。

## 三角形的內切圓
任何三角形{\displaystyle ABC}都有內切圓。這個內切圓的圓心稱為內心，一般标记为{\displaystyle I}，是三角形內角平分線的交點。在三線坐標，內心是1:1:1。

### 性质
內切圓的半徑為{\displaystyle {\frac {2\triangle }{a+b+c}}}，當中{\displaystyle \triangle }表示三角形的面積，{\displaystyle a}、{\displaystyle b}、{\displaystyle c}為三角形的三個邊長。
以內切圓和三角形的三個切點為頂點的三角形{\displaystyle T_{A}T_{B}T_{C}}是{\displaystyle ABC}的内接三角形之一。{\displaystyle ABC}的內切圓就是{\displaystyle T_{A}T_{B}T_{C}}的外接圓。而{\displaystyle AT_{A}}、{\displaystyle BT_{B}}和{\displaystyle CT_{C}}三线交于一点，它们的交點就是熱爾崗點（Gergonne point）。内切圆与九点圆相切，切点称作费尔巴哈点（见九点圆）。
若以三角形的内切圆为反演圆进行反演，则三角形的三条边和外接圆会分别变为半径相等的四个圆（半径都等于内切圆半径的一半）。
三角形的外接圆半径{\displaystyle R}、内切圆半径{\displaystyle r}以及内外心间距{\displaystyle OI}之间有如下关系：
{\displaystyle R^{2}-OI^{2}=2Rr}
直角三角形兩股和等於斜邊長加上該三角形內切圓直徑
{\displaystyle a+b=c+2r}
由此性質再加上勾股定理{\displaystyle a^{2}+b^{2}=c^{2}}，可推得：
{\displaystyle \triangle =r(r+c)}
在直角座標系中，若頂點的座標分別為{\displaystyle (x_{1},y_{1})}、{\displaystyle (x_{2},y_{2})}、{\displaystyle (x_{3},y_{3})}，則内心的座標為：
{\displaystyle ({\frac {ax_{1}+bx_{2}+cx_{3}}{a+b+c}},{\frac {ay_{1}+by_{2}+cy_{3}}{a+b+c}})}
若{\displaystyle I}为三角形{\displaystyle ABC}的内心，{\displaystyle AI}所在直线交三角形{\displaystyle ABC}外接圆与点{\displaystyle D}，则有{\displaystyle ID=DB=DC}(见鸡爪定理)

## 四边形的内切圆
不是所有的四边形都有内切圆，拥有内切圆的四边形称为圆外切四边形。凸四边形{\displaystyle ABCD}有内切圆当且仅当两对对边之和相等：{\displaystyle AB+CD=AD+BC}，此命题称为皮托定理。圆外切四边形的面积和内切圆半径的关系为：
{\displaystyle S_{ABCD}=rs}，其中{\displaystyle s}为半周长。
同时拥有内切圆和外接圆的四边形称为双心四边形。这样的四边形有无限多个。若一个四边形为双心四边形，那么其内切圆在两对对边的切点的连线相互垂直。而只要在一个圆上选取两条相互垂直的弦，并过相应的顶点做切线，就能得到一个双心四边形。

## 正多边形的内切圆
正多边形必然有内切圆，而且其内切圆的圆心和外接圆的圆心重合，都在正多边形的中心。边长为{\displaystyle a}的正多边形的内切圆半径为：
{\displaystyle r_{n}={\frac {a}{2}}\cot \left({\frac {\pi }{n}}\right)}
其内切圆的面积为：
{\displaystyle s_{n}=\pi r_{n}^{2}={\frac {\pi a^{2}}{4}}\cot ^{2}\left({\frac {\pi }{n}}\right)}
内切圓面積{\displaystyle s_{n}}與正多邊形的面積{\displaystyle S_{n}}之比為：
{\displaystyle \varphi _{n}={\frac {s_{n}}{S_{n}}}={\dfrac {{\frac {\pi a^{2}}{4}}\cot ^{2}\left({\frac {\pi }{n}}\right)}{{\frac {na}{2}}\left[{\frac {a}{2}}\cot \left({\frac {\pi }{n}}\right)\right]}}={\frac {\pi }{n}}\cot \left({\frac {\pi }{n}}\right)}
故此，當正多邊形的邊數{\displaystyle n}趨向無窮時，
{\displaystyle \lim _{n\to \infty }\varphi _{n}=\lim _{n\to \infty }{\frac {\pi }{n}}\cot \left({\frac {\pi }{n}}\right)=\lim _{n\to \infty }\cos ^{2}\left({\frac {\pi }{n}}\right)=1}